# August I av Sachsen
August I, född den 31 juli 1526, död den 11 februari 1586, var kurfurste av Sachsen, son till Henrik den fromme och sonson till markgreven Albrekt den djärve av Meissen.
August efterträdde 1553 sin bror Moritz. För att skydda den av Morits förvärvade kurfurstevärdigheten mot den ernestinska linjens anspråk slöt sig August nära till det habsburgska kejsarhuset och dess politik. Till en början anhängare av Melanchthon övergick han till den strängt lutherska riktningen, motarbetade medlingssträvandena och bekämpade den stridbara kalvinismen, varigenom han kom i motsättning till kurfursten av Pfalz. Genom sitt stöd åt konkordieboken förde han den lutherska ortodoxin till seger. 
Augusts ståndpunktstagande i tidens religiösa och politiska frågor blev ödesdigert för Sachsens ställning som ledande protestantisk makt och förklarar dess politik under 30-åriga kriget. August var en av tidens främsta rikshushållare han satte ekonomin i utmärkt skick, förbättrade vägarna, hjälpte upp näringslivet och mottog i sitt land flyktingar från spanska Nederländerna. August stödde sin svåger, Fredrik II av Danmark, under dennes krig mot Sverige.

## Familj
Gift första gången med Anna av Danmark, dotter till Kristian III av Danmark och Dorothea av Sachsen-Lauenburg (syster till Gustav Vasas första gemål, Katarina av Sachsen-Lauenburg), och därefter med Agnes Hedwig av Anhalt. 
Barn::
- Johann Heinrich, född och död 1550
- Eleonora, född 1551 och död 1553
- Elisabeth (1552–1590), gift med Johan Kasimir av Pfalz-Simmern
- Alexander (1554–1565)
- Joakim, född och död 1557
- Magnus (1555–1558)
- Hektor (1558–1560)
- Kristian I av Sachsen
- Marie (1562–1566)
- Dorothea (1563–1587), gift med Henrik Julius av Braunschweig-Wolfenbüttel
- Amalie, född och död 1565
- Anna (1567–1613), gift med Johan Kasimir av Sachsen-Coburg
- August (1569–1570)
- Adolf (1571–1572)
- Friedrich (1575–1577)